# Asymptotique des grandes énergies d'activation
L'asymptotique des grandes énergies d'activation est un développement asymptotique utilisée dans le domaine de la combustion. Il utilise le fait que la vitesse de réaction est extrêmement sensible aux changements de température en raison de la grande énergie d'activation de la réaction chimique.

## Histoire
La technique a été introduite par Iakov Zeldovitch, David Frank-Kamenetskii et leurs collègues dans les années 30, dans leur étude sur les flammes prémélangées et les déflagrations (théorie de Frank-Kamenetskii). Elle a été utilisée dans l'ensemble de la communauté scientifique au début des années 70, grâce aux travaux de Williams B. Bush, Francis E. Fendell, Forman Williams, Amable Liñán, et John Frederick Clarke,. Par la suite elle a été largement utilisée pour expliquer des problèmes plus complexes de combustion.

## Présentation de la méthode
Dans les processus de combustion, la vitesse de réaction {\displaystyle \omega } dépend de la température {\displaystyle T} sous la forme suivante (loi d'Arrhenius),
{\displaystyle \omega (T)\propto \mathrm {e} ^{-E_{\rm {a}}/RT},}
où {\displaystyle E_{\rm {a}}} est l'énergie d'activation, et {\displaystyle R} est la constante universelle des gaz parfaits. En général, la condition {\displaystyle E_{\rm {a}}/R\gg T_{b}} est satisfaite, où {\displaystyle T_{\rm {b}}} est la température des gaz brûlés. Cette condition constitue la base de l'asymptotique de l'énergie d'activation. En désignant {\displaystyle T_{\rm {u}}} comme température des gaz imbrûlés, on peut définir le nombre de Zeldovitch et le paramètre de dégagement de chaleur comme suit :
{\displaystyle \beta ={\frac {E_{\rm {a}}}{RT_{\rm {b}}}}{\frac {T_{\rm {b}}-T_{\rm {u}}}{T_{\rm {b}}}},\quad q={\frac {T_{\rm {b}}-T_{\rm {u}}}{T_{\rm {u}}}}.}
De plus, si nous définissons une température adimensionnelle
{\displaystyle \theta ={\frac {T-T_{\rm {u}}}{T_{\rm {b}}-T_{\rm {u}}}}\,,\quad 0\leq \theta \leq 1}
telle que {\displaystyle \theta } s'approche de zéro dans la région des gaz imbrûlés et s'approche de l'unité dans la région des gaz brûlés, alors le rapport entre la vitesse de réaction à n'importe quelle température et la vitesse de réaction à la température des gaz brûlés est donné par :
{\displaystyle {\frac {\omega (T)}{\omega (T_{\rm {b}})}}\propto {\frac {\mathrm {e} ^{-E_{\rm {a}}/RT}}{\mathrm {e} ^{-E_{\rm {a}}/RT_{\rm {b}}}}}=\exp \left[-\beta (1-\theta ){\frac {1+q}{1+q\,\theta }}\right].}
Pour {\displaystyle \beta \to \infty } (grande énergie d'activation) avec {\displaystyle q\sim O(1)}, la vitesse de réaction est exponentiellement petite, en {\displaystyle O(e^{-\beta })} et négligeable partout, sauf lorsque {\displaystyle \beta (1-\theta )\sim O(1)}. En d'autres termes, la vitesse de réaction est négligeable presque partout, sauf dans une petite région très proche de la température des gaz brûlés où {\displaystyle 1-\theta \sim O(1/\beta )}. On identifie par ces critères deux régions différentes :
- la zone convective-diffusive externe,
- la couche réactive-diffusive interne.

où, dans la zone convective-diffusive, le terme de réaction sera négligé et dans la fine couche réactive-diffusive, les termes convectifs peuvent être négligés. Les solutions dans ces deux régions sont raccordées par les pentes en utilisant la méthode des développements asymptotiques raccordés.
On peut mettre en évidence une structure plus complexe à partir des longueurs caractéristiques présentes : convection, diffusion et réaction.